# Ботамойнак
Ботамойна́к (каз. Ботамойнақ) — село у складі Байзацького району Жамбильської області Казахстану. Входить до складу Ботамойнацького сільського округу.
До 1993 року село називалося Свердлово.
Населення — 510 (2021; 485 у 2009, 446 у 1999, 206 у 1989).